# Heathcote Statham
Pour les articles homonymes, voir Statham.
Heathcote Dicken Statham (7 décembre 1889 - 29 octobre 1973), est un chef d'orchestre, compositeur et organiste britannique.

## Biographie
Après la Gresham's School, à Holt, Statham alla au Gonville and Caius College, à Cambridge, où à partir de mars 1908 il fut employé en tant qu'organiste-étudiant avec une bourse de 60£ par an pendant trois ans, avant de compléter son éducation au Royal College of Music, à Londres.
Il est organiste à la Cathédrale Saint-Paul de Calcutta de 1913 à 1920, puis à St. Michael's College, Tenbury de 1920 à 1926, puis à St. Mary's Church, Southampton de 1926 à 1928, et enfin à la Cathédrale de Norwich, gardant ce poste jusqu'en 1966. Le 9 avril 1938, alors que Statham jouait dessus, l'orgue de la cathédrâle prit feu. Dans le chœur, le surnom de Statham était 'Dickey'.
En tant que compositeur il est connu pour sa Rhapsody on a Ground pour orgue (1944) et son Magnificat & Nunc Dimittis en sol majeur. Ses arrangements de chants de Noël incluent Joy! Joy! from every Steeple.
Il dirigea le Norwich Philharmonic Orchestra sur presque 130 occasions entre 1928 et 1961, et durant la Seconde Guerre Mondiale dirigea le London Symphony Orchestra.
Il fut décoré comme Commandeur (Commander) de l'ordre de l'Empire britannique (CBE) en juin 1967 et mourut à l'âge de 83 ans le 29 octobre 1973.